# Condado de Shkodër
El condado de Escútari (en albanés: Qarku i Shkodrës) es uno de los 12 condados de Albania. Se compone de los distritos Malësi e Madhe, Pukë y Escútari. La capital del condado de Escútari es la ciudad homónima
Desde la reforma de 2015, se organiza en los municipios de Fushë-Arrëz, Malësi e Madhe, Pukë, Escútari y Vau-Dejës.
En 2016, el condado tenía una población de 215 483 habitantes.

## Localización
Se ubica en el norte del país y tiene los siguientes límites:
| Noroeste: Montenegro    | Norte: Montenegro     | Noreste: Montenegro       |
| Oeste: Montenegro       |                       | Este: Condado de Kukës    |
| Suroeste: Mar Adriático | Sur: Condado de Lezhë | Sureste: Condado de Lezhë |